# This Used To Be My Playground
This Used to Be My Playground este o melodie compusă de Madonna și Shep Pettibone, fiind interpretată de Madonna. A fost tema muzicală a filumui A League of Their Own, cu Madonna, Tom Hanks, Geena Davis și Rosie O'Donnell în rolurile principale. Lansat în timpul înregistrarii albumui Erotica, melodia a fost un hit internațional, atingând prima poziție în Billboard Hot 100. Melodia a fost un hit de top 10 în toată lumea (Canada #1, Irlanda #2, UK #3, Africa de Sud #4). Piesa a fost primită cu recenzii pozitive.

## Videoclip
Videoclipul a fost inspirat parțial de cel realizat de Jean-Baptiste Mondino pentru „To Be Reborn” de Boy George în 1987, lucru care l-a deranjat pe Boy George.